# 室園孝子
室園 孝子（むろぞの たかこ）とは、日本の作家である。ペンネームは「せれなあで」。福岡県出身。本業は看護師である。
2004年5月に自身初の詩集・エッセイを執筆し、文芸社より発行。2010年10
月に第2冊目にあたる、自伝的小説を同出版社より発行。
久留米医師会看護専門学校卒業後、聖マリア病院へ勤務、並行して音楽専門学校にてボイストレーニングを重ね、バンド活動等を経験。
二児の母になったのをきっかけに執筆活動を始める。現在は久留米市内の介護施設へ勤務しながら、執筆活動、絵画活動、フリーランスのボーカル活動、講師ボランティアなどを務めている。

## 著書
- 「笑顔の花」ISBN 978-4835573748
- 「オーロラ色の木の下で」文芸社 ASIN B01MZ31FQZ